# Juan Jesús Rodríguez
Juan Jesús Rodríguez (Cartaya, España; 1969) es un barítono español destacado en roles verdianos y zarzuelas.

## Biografía
Nació en Cartaya, provincia de Huelva (España) y estudió en el Conservatorio de Madrid. Debuta en 1994 en el Teatro de la Zarzuela con la ópera Eugenio Oneguin de Piotr Chaikovski.
Es un intérprete destacado en barítonos verdianos, cuyo repertorio incluye Germont  en La traviata, Iago en Otelo, Rodrigo en Don Carlos, Miller en Luisa Miller, el rol homónimo de Rigoletto, Ford en Falstaff o el conde de Luna en El trovador. Otros papeles que ha cantado en el repertorio italiano son Tonio en Pagliacci de Ruggero Leoncavallo, Riccardo en Los puritanos de Vincenzo Bellini o Enrico en Lucia de Lammermoor de Gaetano Donizetti.
En ópera española ha cantado Roque en Marina de Emilio Arrieta, Melchor en La Dolores de Tomás Bretón o Black en la opereta Black el payaso de Pablo Sorozábal. También participó en el estreno mundial de la ópera Divinas palabras de Antón García Abril en la reapertura del Teatro Real de Madrid en 1997, junto a Plácido Domingo e Elisabete Matos.
En zarzuela, ha interpretado a Vidal de Luisa Fernanda de Federico Moreno Torroba, Germán en La del soto del parral de Reveriano Soutullo y Juan Vert, Felipe en La revoltosa de Ruperto Chapí o Juan de Eguía en La tabernera del puerto de Pablo Sorozábal.
Juan Jesús Rodríguez ha cantado en los teatros de ópera más importantes de España como el Teatro Real, el Liceo de Barcelona, el Palacio de las Artes Reina Sofía de Valencia o el Teatro de la Zarzuela. Con el prestigio consolidado, comenzó a actuar en Europa cantando en el Teatro Reggio de Turín o el Teatro Massimo de Palermo hasta debutar en 2016 en la Ópera del Metropolitan de Nueva York
Ha trabajado junto con algunos de los directores de orquesta más importantes como Zubin Mehta, Lorin Maazel, Renato Palumbo, o Carlo Rizzi.